# Sōfugan

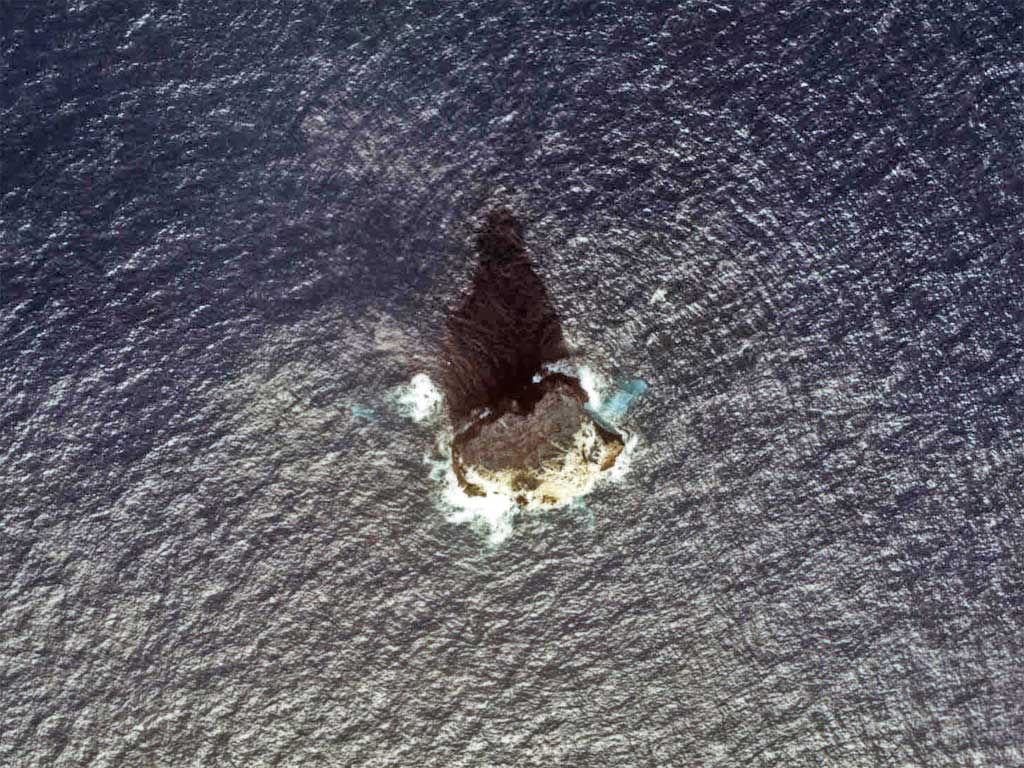
Vista aérea.

Sōfugan o Sōfuiwa (孀婦岩?   «Roca de la Viuda»), conocido también como en inglés Lot's Wife («Esposa de Lot») es una isla deshabitada y volcánica ubicada a 650 km de las costas de Tokio, y es el punto más meridional de las islas Izu de Japón. Administrativamente pertenece a la metrópoli de Tokio, pero no se ha determinado a que ciudad, villa o pueblo está en su jurisdicción; provisionalmente es administrado desde la subprefectura de Hachijō. La Agencia Meteorológica de Japón ha clasificado tanto la isla como su zona circundante como un volcán activo.

## Geografía
Se ubica a 650 km al sur de la zona continental de Tokio y a 76 km al sur de la isla de Torishima. Tiene una extensión de 84 × 56 m (0,01 km²), una altura máxima de 99 m y es una roca de color oscuro consistente de basalto y de forma empinada, por lo que es imposible asentarse en la isla, a menos que se haga mediante una escalada (fue escalada en 1972 y 2003). Forma parte de un volcán submarino cuya caldera se ubica a 2,6 km al sur de la isla y a 240 m de profundidad.
Las aguas circundantes son bastante claras por lo que es un lugar especial para la pesca y el buceo.

## Historia
Fue descubierta por el marino inglés John Meares el 9 de abril de 1788, quien se maravilló con su forma y la nombró Lot's Wife por su forma parecida a la esposa de Lot, personaje de la Biblia que se había convertido en una estatua de sal. Posteriormente en documentos oficiales japoneses la isla toma el nombre de Sōfugan o Sōfuiwa.